# Saint-Amandin
Saint-Amandin (okzitanisch: Senta Amandina) ist eine französische Gemeinde mit 227 Einwohnern (Stand: 1. Januar 2022) im Département Cantal in der Region Auvergne-Rhône-Alpes (vor 2016 Auvergne). Sie gehört zum Arrondissement Saint-Flour und zum Kanton Riom-ès-Montagnes. Die Einwohner werden Amandinois genannt.

## Geographie
Saint-Amandin liegt etwa 50 Kilometer nordnordöstlich von Aurillac und etwa 55 Kilometer südsüdwestlich von Clermont-Ferrand im Norden des Départements Cantal. 
Das Gebirgsdorf gehört zum Gebiet des Regionalen Naturparks Volcans d’Auvergne. Nachbargemeinden sind Trémouille im Nordwesten und Norden, Montboudif im Norden, Condat im Nordosten und Osten, Lugarde im Südosten, Marchastel im Süden, Riom-ès-Montagnes im Südwesten und Westen sowie Saint-Étienne-de-Chomeil im Westen und Nordwesten. 

### Hydrographie
An der nördlichen Gemeindegrenze verläuft der Fluss Rhue, an der westlichen die Petite Rhue, im Osten die Santoire. Im Südwesten mündet die Grolle in die Petite Rhue.

## Bevölkerungsentwicklung
| Jahr                       | 1962 | 1968 | 1975 | 1982 | 1990 | 1999 | 2006 | 2011 | 2019 |
| Einwohner                  | 621  | 603  | 422  | 337  | 284  | 244  | 242  | 230  | 231  |
| Quellen: Cassini und INSEE |      |      |      |      |      |      |      |      |      |

## Sehenswürdigkeiten
- Kirche Saint-Étienne, seit 1949 Monument historique[1]
- Viadukt von Barajol, Monument historique[2]

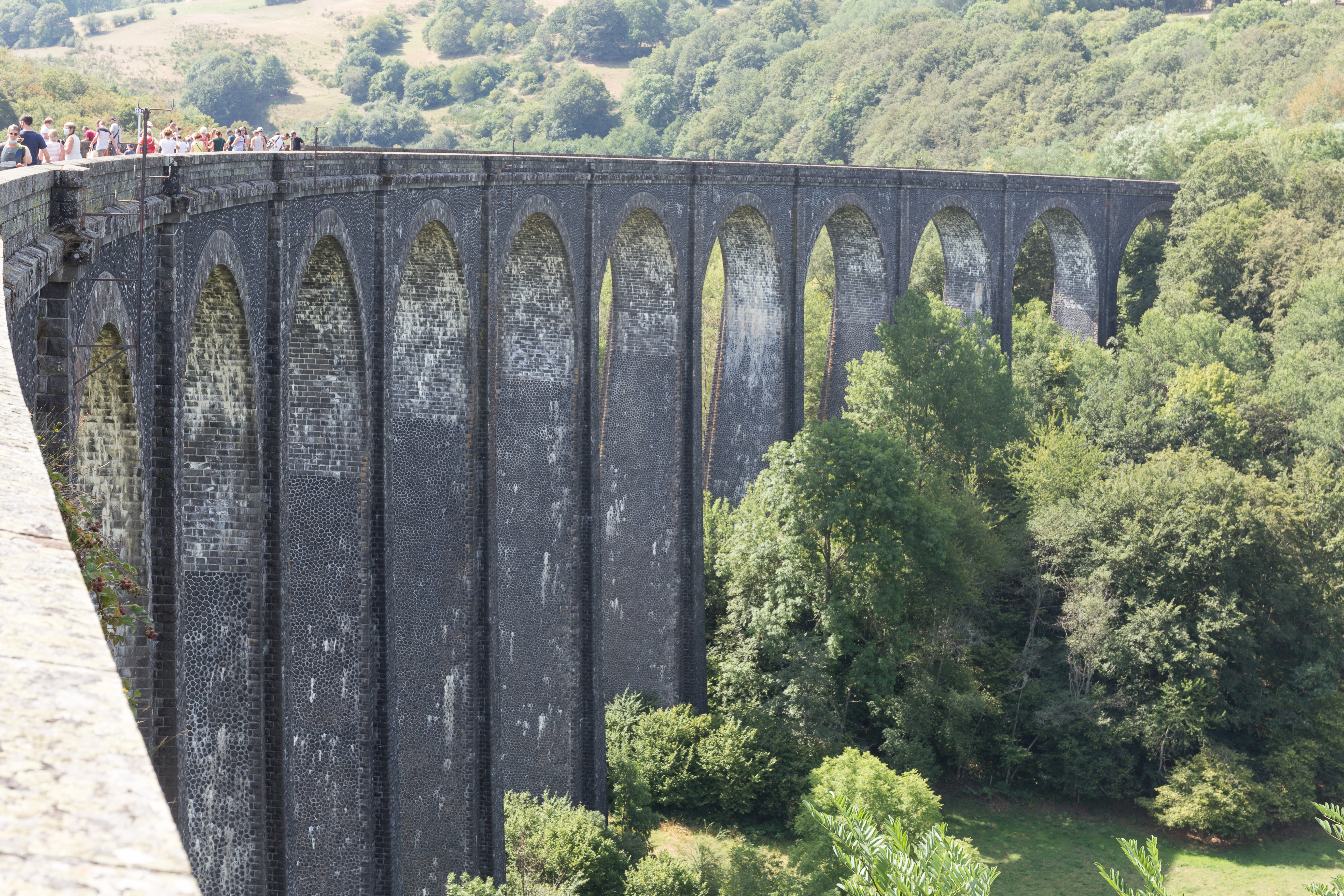
Viadukt von Barajol